# Helmut Mander
Le Docteur Helmut Mander, né en 1940, est un ancien pilote automobile de courses de côte et sur circuits allemand, de Dietzenbach au sud de Francfort.

## Biographie
Il a remporté près de 200 trophées en 25 ans, de classes ou absolus, essentiellement avec des voitures Opel (Kadett et Commodore), dont 8 comme vainqueur absolu et 104 comme vainqueur de catégorie avec sa POP-Kadett utilisée entre 1971 et 1979.
Par la suite, il a dirigé les départements marketing puis sportif de la marque Ferrari dans son pays, durant près de 25 ans..
Tout au long de sa carrière il a également été un joueur de tennis notable, sport qu'il n'a cessé de pratiquer (champion de Hesse seniors).

## Palmarès

### Titres
- Champion d'Europe de la montagne de catégorie I, en 1972 sur POP Irmscher Tuning-Opel Kadett GT/E B (préparateur Günter Irmscher, 2L., 250CV);
  - Vice-champion d'Europe de la montagne de catégorie I, à deux reprises (dont 1971);